# Источна Босна у Народноослободилачкој борби
Источна Босна у НОР обухвата територију ограничену: на југу линијом Шћепан Поље-Чајниче-Рудо, на истоку реком Дрином, на северу реком Савом, а на западу реком Босном и планинама Трескавицом и Зеленгором.
Устанак у источној Босни (под влашћу НДХ) започео је у селу Семизовцу 28. јула 1941., са главним жариштима на Романији, Озрену, Мајевици и области Бирач, и слободном територијом која је постала део Ужичке републике. Средином новембра 1941. дошло је до раскида између партизана и четника, и осеке устанка, који се одржао захваљујући помоћи партизанских одреда из Срема, и доласку Врховног штаба НОВЈ у Фочу јануара 1942. (након Игманског марша). У лето 1942. (у Шековићима) формирана је 6. источнобосанска бригада, док су у пролеће 1943. на Мајевици формиране 1. мајевичка и три војвођанске бригаде НОВЈ. Током 1944. највећи успех НОВЈ било је ослобођење Тузле (Друга тузланска операција), док је Сарајево ослобођено 6. априла 1945. (Сарајевска операција).

## Окупација
У априлском рату 1941. већи део источне Босне посео је од 14. до 16. априла 1941. немачки 16. моторизовани корпус из 2. армије и то: 16. моторизована дивизија са једним пуком у Сарајеву, а 2 пука у Зворнику и околини; 14. оклопна дивизија у простору Зенице, а 8. оклопна дивизија у простору Вишеграда. После окупације већи део Источне Босне ушао је у немачку, а област Фоче, Калиновика, Горажда, а нешто касније и Вишеграда у италијанску окупациону зону. Окупациону управу преузела је у немачком делу немачка 182. пешадијска дивизија (почетком јуна смењена једним пуком 718. дивизије и једним ландесшицен (резервисти) батаљоном, а у италијанској зони делови 14. корпуса италијанске 9. армије.

### НДХ
У априлу, мају и јуну, уз помоћ окупатора у источној Босни успостављена је власт Независне Државе Хрватске, а новоформиране квислиншке домобранске и усташке снаге поселе су готово сва већа места. Мање немачке снаге задржале су се у Сарајеву, Добоју и Зворнику. Крајем маја Чајниче, Горажде, Фочу и Калиновик напустиле су окупационе италијанске трупе. Усташе су одмах почеле хапсити и прогањати комунисте и друге политичке противнике, исељавати, покатоличавати и убијати Србе, хапсити и интернирати Јевреје. Конфисковали су готово све трговине, веће занатске радње и покретну и непокретну имовину богатијих Срба и Јевреја. Користећи постојеће верске и националне поделе, усташе су, уз активну сарадњу колонија фолксдојчера у области Бијељине (Петрово Поље), Лукавца, Зенице и Сарајева, успеле да подстакну и развију до великих размера ранији верски и национални антагонизам између Хрвата и Муслимана са једне, и Срба са друге стране. Под притиском усташког терора, прогоњено српско становништво почело је у јуну 1941. да се склања у шуме. Један део тих људи (углавном, богатији трговци и чиновници из градова) селио се или бежао у Србију, а мањим делом и у део Далмације који су анектирали Италијани.

### Припреме за устанак
У таквој ситуацији организације КПЈ у источној Босни вршиле су припреме за устанак. У мају је одржано обласно партијско саветовање тузланске области, на којем су издата наређења комунистима да се приступи припремама за устанак и устане у одбрану прогоњеног српског народа. У сарајевској области дирктива ЦК КПЈ о припремама за устанак пренета је у мају и јуну на све организације КПЈ. Припремама за устанак руководили су срески штабови, формирани у јуну и првој половини јуна 1941. Поред рада на прикупљању оружја и одабирању људства за прве партизанске чете, организације КПЈ радиле су на томе да покрену поред Срба, Хрвате и Муслимане. Комунисти су успели да прошире свој утицај на низ села у Семберији, Мајевици, око Тузле, Добоја, Сарајева, Рогатице и у Бирчу. На састанку ПК КПЈ за БиХ, 13. јула у Сарајеву, именовани су штабови за тузланску и сарајевску област. Пред оружани устанак формиране су Семизовачка, Требевићка и Романијска партизанска чета, а у Бирчу, Семберији, на Мајевици и Озрену више партизанских група. У тим јединицама било је близу 1.000 бораца и 800-900 пушака.

## Устанак

### Акције партизана
Прве оружане акције почеле су код Семизовца 28. јула 1941., на Романији 31. јула-1. августа, и на Требевићу 4. августа. Избијањем устанка Немци су у источну Босну довели и остале снаге 718. дивизије, а италијанске окупационе трупе поново су почетком септембра поселе Чајниче, Горажде, Фочу и Калиновик. Већ у почетку Романија је постала жариште устанка, где је до 18. августа формиран батаљон од 5 чета (око 250 бораца). Почетком септембра Требевићка и Семизовачка чета су, такође, прерасле у батаљоне. Почетком августа дошло је до масовног устанка у Бирчу. Прво је ослобођено село Шековићи (5. августа), затим низ села у Бирчу, и 10. августа Власеница. Ослобођена територија Бирча постала је касније једно од најзначајнијих жаришта устанка у источној Босни. На Мајевици и у Семберији борбе су почеле 10. августа. До краја августа на Мајевици је формирана чета од око 100 бораца, а у Семберији-Бијељинска чета. Мајевичка чета ослободила је Лопаре и прекинула саобраћај на друму Тузла-Брчко. Непријатељ је присилио Бијељинску чету да се 1. септембра пребаци у Мачву, а 11. септембра разбијена је Мајевичка чета. Мањи део бораца остао је на Мајевици, а остатак се пребацио у Бирач. На Озрену и Требави устанак је почео 23. августа; до 25. августа устаници су заузели Грачаницу, Добој (сем старе тврђаве) и Маглај, и око тих места порушили железничке пруге и телефонске линије. У Добоју и Усори заплењене су велике количине муниције и хране, од којих је мањи део (око 50 тона муниције и конзерви) евакуисан на слободну територију, а већи део уништен. То је, до тада, била једна од највећих акција у Југославији. Непријатељ је према Добоју брзо интервенисао (са око 8 батаљона) и устаници са Озрена повукли су се на леву обалу Спрече и десну обалу Босне. На Озрену су почетком септембра формиране 3 партизанске чете и 1 самостални вод (укупно око 500 пушака)

### Акције четника
Већ у почетку устанка у источној Босни појавиле су се, поред партизанских, и четничке јединице. У околини Хан Пијеска, Олова, Сребренице и Братунца нису постојале организације КПЈ, па су четничке присталице повеле против усташа сељаке Србе, који су испред усташког терора избегли у шуме. Једна од таквих група, подстакнута успешном борбом партизана на Романији и у Бирчу, заузела је 8. августа Хан Пијесак и 10. августа ушла у већ ослобођену Власеницу. Друга, јача четничка група, формирана око Сребренице и Братунца, заузела је 18. августа Сребреницу и Братунац, а 19. августа Дрињачу. Са тим групама партизански штабови успоставили су сарадњу ради заједничке борбе против окупатора. Половином августа у источну Босну су почели да пристижу официри краљевске ЈВ из Србије (мајори Јездимир Дангић и Бошко Тодоровић) које је Дража Михаиловић упутио са задатком да преузму контролу над устаницима и изолују устанике од комуниста. Они су успели да се наметну за команданте четничких јединица и да у септембру спроведу у њима војну организацију. Тада су формирани Сребренички и Власенички четнички одред и Планински пук. Четничке вође у источној Босни су, због расположења већине бораца из четничких јединица да наставе борбу против усташа, па и против окупатора, биле присиљене да продуже сарадњу са партизанима. Та сарадња остварена је у борбама против усташко-домобранских снага које су се крајем августа 1941. повлачиле из Власенице, затим у нападу на Рогатицу 6. септембра и у борбама на Романији.

### Реакција окупатора и НДХ
Окупатори и усташке власти су од почетка настојали да у борбу против НОП придобију муслиманско и хрватско становништво. Ради тога су покушали да наоружају муслиманска и хрватска села, и да у њима створе милицијске формације ради самоодбране од четника и борбе против партизана. Брзо распламсавање устанка присилило је окупатора да знатно појача своје снаге у источној Босни. Тако је у септембру против Романијског, Требевићког и Семизовачког партизанског батаљона ангажовано 12 усташко-домобранских и 1-2 немачка батаљона. Крајем септембра у Романијском батаљону било је 10 чета и 3 самостална вода (1.230 бораца), а у Семизовачком и Требевићком по 4 чете (у сваком по више од 300 бораца). Истовремено, непријатељ је против партизанских снага на Озрену ангажовао јаке снаге, али није постигао никакав значајнији успех. Почетком октобра на Озрену су формирана 3 батаљона. За то време партизанске снаге у Бирчу, заједно са четницима, водиле су борбе око Кладња и Зворника да би чвршће повезале слободне територије источне Босне и западне Србије.

### Јачање НОП
На Саветовању у Столицама (код Крупња), 26. септембра 1941., у присуству делегата из БиХ, одлучено је да се приступи реорганизацији устаничких јединица у читавој земљи: формиран је Врховни штаб НОВЈ са Титом на челу, са потчињеним Главним штабовима у свим покрајинама Југославије; усвојен је заједнички назив "партизани" за све борце у читавој земљи, обавезна црвена петокрака и партизанска заклетва, а основне борбене јединице постали су партизански одреди (састављени од батаљона и чета) са јединственом командом у саставу: командант, политички комесар и њихови заменици.
Почетком октобра 1941., у духу закључака Саветовања у Столицама, реорганизоване су партизанске снаге у источној Босни и формирано је 6 НОП одреда: Мајевички, Озренски, Бирчански, Звијезда, Романијски и Калиновички. У то време Врховни штаб НОВЈ је почео да шаље у источну Босну пушке и муницију из фабрике у ослобођеном Ужицу. Одлуком Главног штаба НОПО БиХ укинути су обласни штабови, а штабови одреда стављени су под његову непосредну команду. Предузете су мере за даље развијање партизанских организација и формирани окружни, општински и срески комитети КПЈ тамо где нису постојали.
Да би објединио напоре свих устаничких снага у борби против окупатора и њихових слугу, Главни штаб је склопио у селу Дрињачи 1. октобра 1941. споразум са четничким представницима из источне Босне; тада је формиран заједнички оперативни штаб ради координације дејстава партизанских и четничких јединица.

#### Офанзива устаника
У јесен 1941. Главни штаб планирао је да се ослободе Рогатица, Вишеград, Зворник, Кладањ и Олово, и повежу слободне територије, а затим пренесу дејства у долину реке Босне, на Мајевицу и у Семберију. Немачке и усташко-домобранске снаге у источној Босни тада су имале око 43 батаљона, са јаче груписаним снагама у тузланском басену, у долини реке Босне, око Рогатице и Вишеграда.
Романијски НОП одред је после десетодневних борби ослободио Рогатицу 23. октобра, и са деловима Калиновичког НОП одреда одбацио јаче домобранске и усташке снаге које су од Сарајева, преко Романије и долином реке Праче, покушале да пруже помоћ опседнутом гарнизону. Одред Звијезда усмерио је своју активност према рударским центрима Брези и Варешу. Средином новембра Романијски НОП одред је имао 8 батаљона (3.000 бораца), а Калиновички и НОП одред Звијезда по 4 батаљона. Те снаге држале су пространу слободну територију на којој је била организована позадина и успостављени органи народне власти. Напади на Зворник, Кладањ и Вишеград нису успели. Озренски НОП одред био је и даље врло активан у нападима на комуникације у долинама реке Босне и Спрече, што је озбиљно угрозило железнички саобраћај према Тузли и Сарајеву. Само у октобру Одред је извршио преко 30 успешних напада на војне транспорте, непријатељске посаде и објекте на железничким пругама. У таквој ситуацији око Добоја непријатељ је са јаким снагама (16 ојачаних усташких и домобранских батаљона и око 4 артиљеријска дивизиона) извршио напад на Озренски НОП одред. У тешким борбама од 3. до 12. децембра Одред се одржао на својој територији и нанео непријатељу извесне губитке. Мајевички НОП одред нарастао је почетком новембра на два батаљона и контролисао знатну територију на Мајевици и у Семберији.

#### Хрвати и Муслимани у НОП
У почетку устанка партизанске јединице у источној Босни биле су састављене већином од бораца Срба, док је Хрвата и Муслимана било релативно мало. Међутим, већ у августу ступила је у борбу једна чета Хрвата-рудара из села Хусино код Тузле, а од муслимана из околине Рогатице формирана је у октобру чета која је новембра 1941. прерасла у батаљон (200 бораца) у саставу Романијског НОП одреда. Такође, у том периоду повећао се из градова прилив омладинаца, радника и ђака.

### Раскид партизана и четника
Споразум у Дрињачи четници су искористили за подривање утицаја КПЈ међу устаницима. Већ почетком новембра Дража Михаиловић је наредио Јездимиру Дангићу да пређе у напад на снаге под контролом комуниста и један део четника из источне Босне пребаци у Србију ради напада на Врховни штаб НОПОЈ у Ужицу. Међутим, четничко руководство у источној Босни тада није било у стању да то спроведе, јер борци у четничким јединицама нису хтели да се боре против партизана, а народ у позадини још мање је био спреман да подржи такву политику. Због тога су четничке вође појачале пропаганду и активност против комуниста, подстицали у својим јединицама пљачку, паљење села и покоље муслиманског и хрватског живља и тиме скретали борбу против окупатора на братоубилачки рат. Под њиховим утицајем, унутрашња чврстина партизанских одреда почела је да слаби, па су појединци и мање групе у почетку, а касније и читаве партизанске јединице, прелазиле на страну четника.
Организације КПЈ и партизански команданти опирали су се четничкој доминацији: на конференцији партизанских и четничких представника у Власеници (16. и 17. новембра) дошло је до раскида између партизана и четника и укинут је заједнички Оператибни штаб. Четници су 17. новембра 1941. формирали Привремену управу источне Босне и склопили споразум са јединицама италијанског 14. корпуса у Вишеграду (почетком октобра Италијани су поново окупирали Вишеград, на позив НДХ) о сарадњи у борби против партизана. Нешто касније, италијанске власти уступиле су четницима Вишеград, Горажде, Чајниче, Фочу и Калиновик, и из тих гарнизона повукли своје снаге у Пљевља. Успостављајући своју власт у тим местима, четници су извршили покољ и пљачку над Муслиманима.
У тој ситуацији Главни штаб БиХ оријентисао је део снага Романијског, Звијезда и Озренског НОП одреда према рударским и индустријским местима у долини реке Босне и реке Криваје, да би их из тих области попунио новим борцима и међусобно чвршће повезао. Ради тога је 12. децембра одред Звијезда, ојачан једним батаљоном Романијског НОПО, извршио неуспео напад на Вареш. После тога делови Романијског НОПО и одред Звијезда напали су 17. децембра Олово и ослободили га, а делови Озренског НОПО непријатељска упоришта у долини реке Криваје. Међутим, после заузимања Олова, у долину Криваје, коју су ослободиле партизанске јединице, упала је четничка Церска бригада, раније пребачена из Србије. Она, као и још неки четнички одреди, упућени су из Србије почетком децембра, да би омогућили интервенцију против комуниста у источној Босни.

## 1942
Крајем децембра 1941. у источну Босну је (након пада Ужичке републике) стигао Врховни штаб НОВЈ са 1. пролетерском бригадом. Одмах су предузете мере да се среди стање у партизанским одредима. У селу Иванчићима одржано је 7. и 8. јануара 1942. саветовање Покрајинског комитета КП БиХ којем су присуствовали Јосип Броз Тито и неколико чланова ЦК КПЈ. Тада је одлучено да се у источној Босни поведе одлучнија борба против четника.

### Игмански марш
Непосредна контрола ЦК КПЈ и ВШ као и присуство 1. пролетерске бригаде утицали су да се заустави осипање бораца у Романијском и НОП одреду Звијезда и изазове колебање у четничким редовима. Али, тек започето сређивање јединица прекинула је друга непријатељска офанзива. У борбама по великој хладноћи и дубоком снегу, јаке немачке, усташке и домобранске снаге успеле су од 15. до 23. јануара 1942. да продру дуж комуникација и заузму градове на ослобођеној територији, попале више села на Гласинцу и у другим крајевима, и побију или депортују велики број становника. Четничке јединице, по наређењу својих старешина, напустиле су положаје. У партизанским одредима поново је почело осипање бораца и прелажење четницима. За време офанзиве Врховни штаб и делови 1. пролетерске бригаде пребацили су се 18. јануара преко железничке пруге Сарајево-Вишеград, и стигли 25. јануара у Фочу, коју су неколико дана раније ослободиле од четника јединице Дурмиторског НОП одреда. Главнина 1. пролетерске бригаде извршила је 27. и 28. јануара покрет са Романије, преко села Средњег, Семизовца, Игмана и села Трнова ка Фочи (Игмански марш).
Већ 23. јануара окупатор је предузео прегруписавање својих јединица ради напада на Озренски НОПО. Али тај напад, отпочет 29. јануара јаким снагама (немачка 342. и 1 пук 718. дивизије и око 11 усташко-домобранских батаљона) завршио се неуспехом. Озренски НОПО (5 батаљона, 1.200 бораца) извукао се испод удара немачких снага. Када су се немачке снаге повукле у Добој, 4. и 5. фебруара, партизани су прешли у општи противнапад на усташке и домобранске трупе, и у борбама до 9. фебруара избацили из строја око 400 непријатељских војника и овладали територијом коју су раније држали.

### Фочанска република
После завршетка друге непријатељске офанзиве, повезана је слободна територија источне Босне са ослобођеним делом Црне Горе и Санџака. На подручју Горажда, Калиновика, Фоче, где се пребацио Врховни штав и 1. пролетерска бригада, формирани су од бораца неких четничких јединица добровољачки одреди. Све до 10. маја 1942. у Фочи је било седиште ЦК КПЈ и ВШ. Почетком фебруара, одлуком ВШ, формиран је Оперативни штаб за источну Босну. Међутим, ускоро су око Рогатице, Хан Пијеска, Власенице и Сребренице четници поново почели јачати. Они су успели да покрену своје јединице у оружану борбу против партизана. У почетку су то били појединачни напади на курире и комунисте, а 20. фебруара напали су и уништили Штаб Мајевичког НОПО и присилили партизане да се повуку са Мајевице у Бирач.
Ради разбијања четника у источној Босни почетком марта је формирана Ударна група од 2. пролетерске и 3 батаљона 1. пролетерске бригаде. Она је 4. марта кренула из рејона Горажда и 7/8. марта после краће борбе заробила једну четничку групу у селу Борике, а затим, преко планине Деветника и Јавора, избила 15. марта у село Милиће. Наредних дана Ударна група разбила је четнике око Власенице и ослободила Дрињачу, Братунац и Сребреницу. До краја марта формирани су Рогатички, Власенички, Сребренички и Крајишки добровољачки одред, а у партизанским одредима добровољачки батаљони (у Романијском-4, Звијезда-1 и у Бирчанском-3). Поред других мера, за даљи развој оружане борбе против окупатора и квислинга у источној Босни приступило се формирању ударних, омладинских и пролетерских јединица. Тако је 13. марта формиран 1. пролетерски, а 28. марта 2. ударни батаљон.

### Криза устанка
Процес сређивања партизанских снага у источној Босни поново је прекинула трећа непријатељска офанзива у пролеће 1942. За време офанзиве распале су се све добровољачке јединице. Од 18. априла до 6. маја четници су извршили пучеве у Озренском, Романијском, одреду Звијезда, Калиновичком и новоформираном Зеничком одреду, и ставили их под своју команду. Од партизанских јединица једино су се у целини одржали раније формирани пролетерски и ударни батаљони и Бирчански НОП одред. Од преосталих бораца и руководилаца из Озренског, Зеничког и одреда Звијезда, формиран је средином маја 1942. 3. источнобосански ударни батаљон. На територији ранијих партизанских одреда остале су мање групе партизана и комуниста, који су наставили борбу под тешким условима.
Средином 1942. немачке, усташке и домобранске трупе запоселе су све градове и комуникације у источној Босни, а четници су признали суверенитет НДХ, склопили споразум са усташама о сарадњи и борби против НОП. Под притиском окупаторског, усташког и четничког терора, дошло је до кризе устанка у многим крајевима источне Босне. У тако тешкој ситуацији, Покрајински комитет КПЈ и Главни штаб БиХ са Групом ударних батаљона (1., 2. и 3.) кренули су из зеничког краја, преко планине Коњуха, и стигли 28. маја у Бирач, геде се налазио Бирчански НОП одред (2 батаљона и 2 пролетерске чете, око 400 бораца). Долазак Групе ударних батаљона у Бирач омогућио је да се одржи једина преостала слободна територија у источној Босни. У селу Шековићима формирана је од Групе ударних батаљона 2. августа 1942. 6. источнобосанска ударна бригада. Главни штаб БиХ одлучио је да се 6. бригада пребаци из Бирча на Мајевицу, где је стигла 12. септембра. Због интервенције непријатељевих снага, 6. бригада се после борби на Мајевици, Требави и Семберији 5/6. октобра пребацила преко Саве у Срем, где је напала непријатељске посаде у селима Кузмину и Врбањи и, заједно са сремским партизанима, разбила један немачки батаљон у Босутским шумама. После одмора и попуне на Фрушкој гори (у њен састав ушао је један батаљон Сремског НОПО), Бригада се са Сремским НОП одред 4/5. новембра вратила у Семберију.

### Ослобођење Мајевице
Пошто се пребацила на Мајевицу, 6. бригада и Сремски НОП одред су код села Пилице разбили и делимично уништили 11. новембра два четничка батаљона, а затим 16. новембра напали и заузели више усташких и домобранских упоришта на друму Тузла-село Челић. Одмах после тога обновљен је Мајевички НОП одред и настављено је успешно чишћење Мајевице од четника. У рејону села Малешевци где се прикупило око 1.300 четника са Мајевице и Требаве, 6. бригада и Сремски НОП одред изненадили су 28. новембра ту четничку групу и у шесточасовној борби готово потпуно је уништили (погинуло и рањено 250 четника, заробљено 600, заплењено око 800 пушака и 32 аутоматска оруђа). До 15. децембра разоружано је још око 250 четника. Победом у селу Малешевцима задат је тежак ударац четницима на Мајевици, од којег се више нису опоравили. Од новопридошлих бораца попуњени су 6. бригада и Мајевички НОПО.
У децембру је уследио концентричан напад немачких и усташких снага (2 немачка и 7 усташких и домобранских батаљона) на Мајевицу. После борби 16. и 17. децембра, 6. бригада и Мајевички НОПО пребацили су се за Бирач, а за њима и Сремски НОП одред. Те снаге заједно са Бирчанским НОПО протерале су из Бирча четнике који су почетком децембра продрли тамо са Романије.

## 1943

### Помоћ из Срема
Успесима постигнутим у јесен 1942. ситуација у источној Босни знатно се поправила, чему је у великој мери допринело повезивање са Сремом. Крајем 1942. у источној Босни су оперисали 6. бригада и 3 НОП одреда, а сем Бирча, Мајевице и Семберије, створени су услови да се устанак поново распламса и у другим областима. После пребаацивања партизанских снага у Бирач, ГШ БиХ је одлучио да разбије четнике у јужном делу источне Босне. Ради тога је, почетком јануара 1943., упутио 6. бригаду на Романију. Четници су избегли борбу, али је Бригада успела да од људства са Гласинца формира батаљон који је ушао у њен састав. Средином јануара 6. бригада вратила се у Бирач. С обзиром на тешкоће око исхране јединица у Бирчу, а и због потребе преношења НОБ у северни део источне Босне, Главни штаб је усмерио дејства свих снага којима је тада рсполагао према долини реке Спрече и ка Мајевици. У покрету на север, партизанске јединице извршиле су напад 25. јануара 1943. у ширем рејону села Цапарда на усташке и четничке снаге и том приликом заузеле низ мањих непријатељских упоришта. Сремски и Мајевички НОПО продужили су на Мајевицу, а главнина 6. бригаде и Бирчанског НОПО остали су до половине фебруара у долини реке Спрече, а затим пренели дејства на комуникацију Кладањ-Тузла, где су 16/17. фебруара заузели неколико непријатељских упоришта. За то време Сремски и Мајевички НОПО на Мајевици и у Семберији извели су више успешних акција против четника, усташа и домобрана. Везе са Сремом биле су учвршћене, одакле су стално пристизали нови борци за попуну Сремског НОПО, као и транспорти хране, од које је један део пребациван преко Мајевице у Бирач ради исхране тамошњих јединица и народа. У то време све партизанске јединице у источној Босни бројно су знатно ојачале. Тако је Сремски НОПО имао 4, Мајевички 3, Бирчански 4, а 6. бригада шест батаљона.

### Четврта непријатељска офанзива
У четвртој непријатељској офанзиви, Врховни штаб је наредио да се део снага из источне Босне пребаци на Игман ради помоћи Главној оперативној групи. Међутим, у то време четници Романијског корпуса (јачине око 1.500 бораца) продрли су у Бирач, где се прикупљала 6. бригада. У борбама од 2. до 4. марта четници су разбијени и одбачени према Романији. Пошто је у Бирчу 25. марта од Мајевичког НОП одреда формирана 1. (15.) мајевичка бригада, обе бригаде упућене су у правцу Фоче. Код Устиколине, 8. априла обе бригаде су ушле у састав Главне оперативне групе у којој су остале до завршетка пете непријатељске офанзиве.

### Војвођанске бригаде
За то време у источној Босни су под командом Привременог оперативног штаба за источну Босну оперисали Сремски и новоформирани Мајевички НОП одред на Мајевици и у Семберији, а Бирчански у Бирчу. У марту и априлу Сремски НОПО постигао је неколико значајних успеха: ликвидирано је домобранско упориште у селу Вршанима и селу Драгаљевцу, а код села Загона и на друму Бијељина-Зворник заробио је готово два домобранска батаљона (око 800 војника). 10. и 20. априла су од Сремског НОПО формиране 1. и 2. војвођанска бригада. У мају и јуну 1. и главнина 2. војвођанске бригаде пребачене су у Бирач. Оне су, заједно са деловима Бирчанског НОПО од 6. до 12. јуна разбиле на Рудишту један батаљон 15. домобранске пуковније, а 11/12. јуна ослободиле су Сребреницу. У Семберији је остао Мајевички НОПО који је, крајем априла, заробио домобранске посаде у селу Поповима и селу Амајлијама, а 11. јуна са 1 батаљоном из 2. војвођанске бригаде код села Драгаљевца напао и без веће борбе, заробио 3. домобранску пуковнију (без једног батаљона) са целокупним наоружањем.

### Формирање дивизија
После пробоја на Сутјесци и Зеленгори, Главна оперативна група избила је 22. јуна на Романију. Она је у садејству са снагама источне Босне ослободила Хан Пијесак, Власеницу, Сребреницу, Братунац, Дрињачу, Зворник, Олово и Кладањ, а у рејону Бановића и Ђурђевика демолирани су рудници угља. Крајем јуна у источну Босну пребачена је и 5. крајишка дивизија која је ослободила Какањ и онеспособила тамошњи рудник угља. Разбијањем усташа, домобрана и четника, створени су још бољи услови за развој устанка у источној Босни. Од војвођанских бригада (1., 2. и 3.) формирана је 2. јула 16. војвођанска, а од 6. источнобосанске и 1. мајевичке бригаде (која је касније преименована у 15. мајевичку) и Мајевичког НОПО-17. источнобосанска дивизија. На Озрену је обновељен Озренски НОП одред.

### Немци заузимају градове
Због таквог развоја ситуације у источној Босни, јаке непријатељске снаге (369. дивизија, 7. СС дивизија Принц Еуген, пук Бранденбург, усташе, домобрани и четници) извршиле су напад на снаге НОВЈ у источној Босни. Од 7. до 20. јула успеле су да овладају градовима и комуникацијама на ослобођеној територији. Међутим, већ крајем јула, због ситуације у Италији, немачке снаге напустиле су источну Босну и пребациле се ка Јадранском мору.
Предвиђајући капитулацију Италије, Врховни штаб је одлучио да све снаге из источне Босне, сем 16. и 17. дивизије, пребаци према италијанском окупационом подручју. У јулу су све јединице Главне оперативне групе и 5. крајишка дивизија напустиле источну Босну.

### Офанзива НОВЈ
Августа 1943. источна Босна укључена је у оперативно подручје 1. босанског ударног корпуса. Настављајући офанзивна дејства, 17. дивизија НОВЈ је разбила четнике на Требави и до половине септембра ослободила Грачаницу, Модричу, Шамац, Градачац и Орашје. Тада су формирани Требавски и Посавски НОП одред, а 21. септембра 16. муслиманска бригада. За то време, 16. војвођанска дивизија НОВЈ ослободила је Бијељину 10/11. августа, Власеницу 10/11. септембра и Цапарде 14/15. септембра. Потом је поново пренела дејства на север и, у садејству са Мајевичким НОПО ослободила после жестоке борбе 24. септембра Бијељину по други пут (пошто ју је 16. августа повратио непријатељ), а 29. септембра и Зворник.

#### Прво ослобођење Тузле
Почетком септембра у источну Босну се пребацио Штаб 1. босанског ударног корпуса (почетком октобра преименован у 3. босански ударни корпус) са 2. крајишком бригадом. Пошто је ситуација била повољна да се овлада тузланским басеном, Штаб 1. босанског корпуса почео је у другој половини септембра припреме за напад на Тузлу. У борбама од 29. септембра до 7. октобра ослобођена је и одбрањена Тузла, а непријатељу су нанети тешки губици (око 3.000 погинулих и заробљених) и заплењене велике количине оружја и опреме (25 топова, 5 минобацача, 140 пушкомитраљеза и митраљеза, 2.700 пушака).
Ослобођење Тузле подстакло је развој НОБ у источној Босни. Муслиманско и хрватско становништво почело је масовније да ступа у оружану борбу против окупатора. Из Тузле и њене околине укључило се у јединице 3. ударног корпуса око 4.000 нових бораца, од тога 2.500 радника. То је омогућило да се јединице попуне, а и да се 10. октобра формирају нове бригаде: 17. мајевичка од Мајевичког НОПО, и 18. источнобосанска, а 24. октобра од Бирчанског НОПО 19. бирчанска бригада и Тузлански НОПО. Од 2. крајишке, 18. источнобосанске и 17. мајевичке бригаде формирана је 10. октобра 27. источнобосанска дивизија.

#### Окружење Сарајева
После ослобођења Тузле 3. ударни корпус пренео је операције из долине реке Спрече на југ, према Сарајеву, Горажду и Вишеграду. Наступајући из рејона Тузле, преко Озрена и Криваје, 17. дивизија ослободила је 20. октобра Вареш и, у борбама за град, разбила и делом уништила 6. брдску домобранску пуковнију, а онеспособила високе пећи и постројења у железари и руднику. Из Вареша је 17. дивизија продужила према Романији, где је до краја октобра овладала упориштима: Црвене Стијене, село Мокро, Хреша и избила пред спољну одбрану Сарајева.
За то време је 27. дивизија НОВЈ преко Кладња, Власенице, Хан Пијеска и села Соколовића избила на линију Соколац-Рогатица, 21. октобра разбила четнике који су прешли из Србије, 22. октобра ослободила Рогатицу и окружила гарнизон у Соколцу, из којег се непријатељ извукао према Сарајеву. После тога јединице 27. дивизије ослободиле су Вишеград, Горажде, Фочу и у другој половини новембра, пребациле се на Јахорину и избиле с југа пред спољну одбрану Сарајева.
У северном делу источне Босне дејствовала је 16. војвођанска дивизија. Она је у октобру покушала да заузме Брчко, па када није успела, оријентисала се на затварање правца који из Брчког воде ка Тузли, Бијељини и Грачацу.

### Немачка зимска офанзива
Цела источна Босна (сем Брчког, Сарајева и градова у долини реке Босне) била је почетком новембра 1943. ослобођена, а народна власт (општински, срески и окружни НОО) успостављена је по свим градовима и селима, са Тузлом као политичким и културним центром ослобођене територије. Пошто су ценили да ојачане снаге НОВ у источној Босни могу извршити продор у Србију и још више угрозитикомуникације и индустријско-рударске центре у долини реке Босне, Немци су већ у новембру вршили око ослобођене територије концентрације јаких снага и кад су 11. новембра заузели Тузлу, у децембру су започели операције проив 3. корпуса НОВЈ. Водећи борбе под тешким условима (зима, оскудица у храни и одећи) јединице 3. корпуса и 5. крајишке дивизије успеле су да вештим маневрима и правовременим растурањем снага избегну уништавајуће ударе немачких и квислиншких јединица и, после краћег предаха, да поново пређу у напад.
У тим операцијама, које су по ангажовању снага и трајању биле једна од најоштријих офанзива у источној Босни, непријатељ је вршио масовни терор и пустошења. Ова офанзива упорила је процес масовног прилажења муслиманских и хрватских бораца на страну НОП. Непријатељ је успео да у неким муслиманским и хрватским селима у долини Спрече, на Мајевици и у Посавини образује формације тзв. зеленог кадра, које су му служиле за борбу против НОВ и разбијање јединства народа на ослобођеној територији.

## 1944

### Планови Врховног штаба НОВЈ за ослобођење Србије
Јануара 1944. Немци су пренели операције из источне у средњу Босну. У тако измењеној ситуацији Штаб 3. корпуса НОВЈ одлучио је да поново ослободи Тузлу, али због интервенције јаких непријатељских снага од Добоја и Зворника напад није успео. До краја фебруара јединице 3. корпуса очистиле су слободну територију од четника, усташа и зеленог кадра. 3. марта формирана је 36. војвођанска (од 3., 5. и 6. војвођанске бригаде), а 6. марта 38. источнобосанска дивизија (од 17. мајевичке и 18. хрватске источнобосанске бригаде, Мајевичког, Тузланског и Посавско-требавског НОПО). У то време штаб 3. корпуса НОВЈ упутио је 17. дивизију по директиви ВШ у рејон Сребренице и Братунца ради пребацивања у Србију, а 27. дивизију са Романије на простор Калиновик-Фоча-Горажде, одакле је 5. дивизија померена у Санџак, такође ради продора у Србију.

### Реакција Немаца
У пролеће 1944. источна Босна је добијала све већу важност у плановима и ВШ и непријатеља. Јединице НОВЈ припремале су се да из источне Босне и Црне Горе изврше продор у Србију, док су Немци настојали да их у томе спрече. Ради тога су из Срема пребацили 13. СС легионарску дивизију, која је 14. марта прешла Саву код Сремске Раче и Брезовог Поља и истовремено почела да наступа правцем Брчко-Челић. Иако је по наређењу штаба 3. корпуса НОВЈ 36. дивизија 17. марта напала непријатеља у десни бок на одсеку село Челић-Дубравице, 13. СС дивизија успела је до 18. марта да избије на линију река Дрина-Бијељина-село Корај-село Челић-Брчко. Непријатељ је од 1. до 8. априла потиснуо 36. дивизију, а 12. априла прешао у општи напад и одбацио 16. и 36. дивизију на гребен Мајевице.
Пошто је постојала могућност да снаге НОВЈ буду окружене, Штаб 3. корпуса наредио је 16. и 36. дивизији да се повуку са Мајевице у Бирач и у рејон Сребренице, а 38. дивизија да се задржи на Мајевици. Али и она се 20. априла, под притиском надмоћнијег непријатеља, морала повући ка Бирчу. При том је под тешким условима евакуисала 200 рањеника са Мајевице.

#### Трећи корпус НОВЈ потиснут из Семберије
У таквој ситуацији Штаб 3. корпуса добио је од ВШ 21. априла наређење да у Србију упути 2 дивизије преко Дрине. Требало је да оне олакшају продор 2. и 5. дивизије које су из Санџака наступале у Србију. Штаб 3. корпуса поверио је тај задатак 16. војвођанској и 17. источнобосанској дивизији. Све припреме за форсирање Дрине биле су извршене до предвиђеног рока (29. априла), али је непријатељ открио намере 3. корпуса. Јачи делови 13. СС дивизије и 3. домобранског збора из рејона села Цапарда и Тузле прешли су 25. и 26. априла у напад и 27. априла ушли у село Шековиће, а 28. априла у Власеницу. У исто време, кренули су и делови 7. СС дивизије Принц Еуген из Рогатице и Соколца ка Сребреници и Власеници. Да би избегао окружење, Штаб 3. корпуса НОВЈ одустао је од форсирања Дрине и нареди 17. дивизији да се пребаци ка Романији (где је, после тешких борби, стигла 3/4. маја), а 16. 36. и 38. дивизија да се повуку према Кладњу, који је 4. маја ослободила 16. дивизија.
Врховни штаб поново је 5. маја наредио Штабу 3. корпуса да пребаци 2 дивизије у Србију. И овог пута упућене су 16. и 17. дивизија, али је непријатељ поново интервенисао. Код села Милића 16. дивизија се 7. маја сударила са јаким деловима 13. СС дивизије, док је истовремено била угрожена од 7. СС дивизије из правца Власенице, па је морала да се врати према Кладњу. За то време 17. дивизија кренула је од Олова ка Дрини и 10. маја код села Жепе сударила се са јаким деловима 7. СС дивизије, који су је принудили да одступи на планину Јавор. У таквој ситуацији 17. дивизија упућена је преко Романије, Јахорине и Зеленгоре у Црну Гору, у састав 2. корпуса НОВЈ. Тада је (20. маја) формирана 20. романијска бригада, која је ушла у састав 27. дивизије НОВЈ.

#### Злочини окупатора
У борбама у периоду март-мај 1944. непријатељ (нарочито 13. и 7. СС дивизија) извршио права пустошења и масовна убиства у источној Босни, посебно у устаничким центрима Бирчу и Мајевици. Немачки окупатори су помагали разбијеним четничким групама на Мајевици и у другим крајевима источне Босне да се прикупе и ојачају, и тако олакшају немачким снагама одбрану Србије. Због ратне исцрпљености и потискивања јединица НОВ из богатијих области (Семберија и Посавина) у брдовита у планинска подручја источне Босне, у пролеће и лето (до нове жетве) владала је у тој области глад, па су јединице НОВ имале велике тешкоће око исхране и снабдевања.

### Дрварска операција
Да би олакшао положај 1., 5. и 8. корпуса НОВЈ у западној Босни током дрварске операције, 3. корпус је почетком јуна са 3 дивизије (16., 36. и 38.) из рејона Бановићи-Папраћа-Јавор-Сребреница извршио продор према Мајевици и Семберији. Наишавши на јаче непријатељске снаге, после оштрих борби код Лопара, Каменог брега, Угљевика, јединице 3. корпуса НОВЈ потиснуте су на леву обалу Спрече.
У лето 1944. источна Босна је и даље била поприште оштрих борби са немачким и квислиншким снагама, које су настојале да по сваку цену овладају њоме и спрече продор јединица НОВЈ у Србију. Немачки 5. СС брдски армијски корпус добио је задатак да спречи форсирање Дрине јединицама 3. и 12. ударног корпуса НОВЈ (формиран почетком јула од 16. и 36. дивизије) и да их одбаци на запад. Ради тога је извршио концентрични напад из Зворника, Тузле и Кладња према селу Шековићима. Борбе су вођене у Бирчу све до 23. јула, када се 3. корпус пребацио на планину Јавор, а 12. корпус на леву обалу реке Криваје, ради прихвата 6. пролетерске дивизије из средње Босне. Почетком августа надмоћније немачке снаге успеле су да окруже 3. и 12. корпус. Не чекајући да непријатељ стегне обруч, 12. корпус и 6. пролетерска дивизија пробили су се преко Јахорине и Зеленгоре за Црну Гору, а 3. корпус у шири рејон Власенице и Кладња. Средином августа у источну Босну се пребацила и 11. крајишка ударна дивизија.

### Друго слобођење Тузле
После одласка 12. корпуса из источне Босне за Црну Гору, 3. корпус (27. и 38. дивизија) ојачан са 11. крајишком дивизијом појачао је дејства у источној Босни. Према Мајевици и Посавини биле су упућене 11. и 38. дивизија, а у долини Спрече остала је 27. дивизија. Све те снаге развиле су офанзивна дејства и у септембру 1944. ослободиле: Кладањ (1. септембра), Зворник и Модричу (12. септембра), Живинице (15. септембра) и Тузлу (17. септембра). Тим успесима већи део источне Босне био је ослобођен. Разбијене су формације зеленог кадра у долини Спрече, дошло је до незнатног распадања 13. СС дивизије и олакшано је пребацивање 12. корпуса у Србију. Средином септембра из 3. корпуса упућена је у Србију и 11. крајишка дивизија. Из ослобођене Тузле и њене околине попуњене су новим борцима јединице 3. корпуса, а формирана је 19. септембра 21. источнобосанска бригада, која је ушла у састав 38. дивизије.

### Повлачење групе армија Е
Када су почеле борбе за коначно ослобођење Србије, Немци су покушали да овладају комуникацијама Вишеград-Сарајево и Братунац-Дрињача-Зворник-Бијељина-Брчко, да на Дрини образују фронт за прихват својих јединица које су се повлачиле из Србије и спрече наступање снага НОВ из Србије у источну Босну. У овој ситуацији 3. корпус НОВЈ оријентисао је 27. дивизију на комуникацију Вишеград-Рогатица-Сарајево, а 38. дивизију на Мајевицу и у Посавину. Те дивизије постигле су знатне успехе, али нису биле у стању да спрече претходницу немачке Групе армија Е, која се преко Санџака повлачила из Грчке, да овлада комуникацијом Вишеград-Сарајево и образује мостобран у рејону Дрињача-Зворник. Почетком новембра Немци су тамо привукли реорганизовану 1. брдску дивизију, а почетком децембра упутили су према Зворнику, из рејона Соколца, и пуковску групу Скендербег. Тада је почело и пребацивање око 15.000 четника из Србије и Црне Горе у источну Босну правцем Рогатица-Хан Пијесак-Власеница-Тузла. До 16. децембра са четницима је водила упорне борбе 27. дивизија, док је 38. дивизија настојала да заузме немачки мостобран Дрињача-Зворник. У таквој ситуацији штаб 3. корпуса НОВЈ одлучио је да према четницима остави, северно од Власенице, само 20. бригаду 27. дивизије, а да са главним снагама заузме мостобран и прихвати снаге Јужне оперативне групе дивизија НОВЈ из Србије, а после тога да туче четнике. Пошто се усиљеним маршем, преко планине Јавора, пребацила ка Дрини, 27. дивизија је 19. децембра заузела Дрињачу, а 38. дивизија у садејству са мањим деловима Јужне оперативне групе, 20. децембра и Зворник.
У међувремену, четници су заузели 18. децембра Власеницу и продужили наступање: десном колоном преко села Шековића ка доњем току Спрече, а левом преко села Живиница према Тузли. Пошто је 3. корпус НОВЈ овладао долином Дрине на одсеку Дрињача-Зворник, 27. дивизија је напала део десне четничке колоне и нанела му 22. децембра у Шековићима тежак пораз. После тога напала је и леву четничку колону на простору Бијело Поље-Ступари, разбила је и одбацила према Коњуху. За то време 38. дивизија водила је тешке одбрамбене борбе против десне четничке колоне која је продрла ка Тузли, па је наредног дана њена одбрана појачана 16. бригадом из 27. дивизије која је пребачена из Ђурђевика у Тузлу. Ноћу 25/26. децембра у позадини четника појавили су се и делови Јужне оперативне групе (9. српска бригада), па су снаге 3. корпуса 26/27. децембра прешле у напад и потпуно разбиле четнике, који су се у нереду повукли према Озрену.

## 1945

### Сарајевска операција
После пребацивања снага НОВ из Србије, немачки фронт на Дрини био је разбијен. Јединице 3. корпуса НОВЈ потчињене су (1. јануара 1945.) Штабу 2. југословенске армије која се прикупљала у источној Босни и имала задатак да пресече непријатељеве комуникације у долини Дрине, а затим да пренесе операције у долину реке Босне. У јануару и фебруару јединице 2. армије водиле су оштре борбе са немачким снагама које су биле у повлачењу дуж комуникације Власеница-Дрињача-Зворник-Бијељина. После тога 2. армија се оријентисала према Семберији, Посавини и долини реке Босне, а 3. корпус је ушао у састав Сарајевске оперативне групе, која је 6. априла ослободила Сарајево. До 17. маја ослобођено је цело подручје источне Босне.